# Nantenbō Nakahara
Nantenbō Nakahara (jap. 中原 南天棒 Nakahara Nantenbō; ur. 1839, zm. 1925), znany też jako Nantenbō Tōjū lub Nantenbō Tōshū (南天棒 登洲) i Tōjū Zenchū (登洲 全忠) – japoński mistrz zen i malarz.

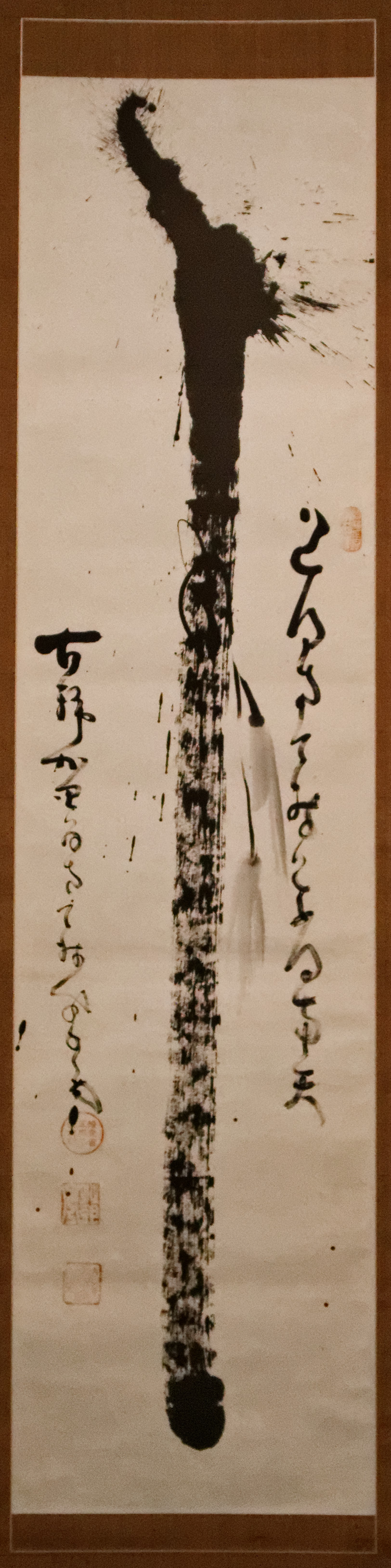
Nantenbō Nakahara, Laska, tusz na papierze, ze zbiorów Los Angeles County Museum of Art

Urodził się w prowincji Hizen (ob. prefektury: Saga i Nagasaki) na wyspie Kiusiu, w rodzinie samurajskiej należącej do hanu Karatsu. Pobierał nauki szkoły rinzai w świątyniach Enpuku-ji w Kioto oraz Bairin-ji w Kurume. Wiele lat spędził jako wędrowny nauczyciel zen, ostatecznie w 1886 roku otworzył ośrodek nauk buddyjskich w Tokio. W 1891 roku został opatem klasztoru Zuigan-ji w Matsushimie, w prefekturze Miyagi, zaś w 1901 roku Kaisei-ji w Nishinomiya koło Kobe. Funkcje monastyczne łączył z wędrownym nauczaniem oraz pisaniem książek. 
Jego zakonne imię Nantenbō pochodzi od nazwy kija (jap. bō) zrobionego z łodygi krzewu o nazwie japońskiej nanten (łac. Nandina domestica, ang. sacred bamboo, nie ma jednak z bambusem nic wspólnego), którym się podpierał i który służył mu jako keisaku (lub inaczej kyōsaku) do uderzania – w okolicy mięśni między łopatkami i kręgosłupem – nieuważnych lub zasypiających w czasie medytacji uczniów.  
Pozostawił po sobie liczne obrazy i kaligrafie, które tworzył głównie pod koniec życia. Łączna liczba stworzonych przez niego obrazów w stylu zenga szacowana jest na ponad 100 tysięcy. Jego styl jest pełen naturalnej ekspresji i minimalizacji formy, a przy tym zakorzeniony w tradycji poprzedników. Charakterystyczne dla Nakahary są kompozycje budowane na gwałtownie rozpoczętych i nagle urywających się w niebyt liniach, często z rozpryskanym przez pędzel po papierze mokrym tuszem.